# Agustín González Sánchez
Agustín González Sánchez (1945-Vega del Cieno (Lena), 9 de junio de 2014), fue un político español. Fue alcalde de Avilés después de que el Partido Popular venciese por primera vez en las elecciones municipales celebradas en 1995. Anteriormente, había sido empleado del Banco Bilbao Vizcaya (BBVA). 
Su gobierno en minoría se enfrentó a numerosas dificultades como la falta de presupuestos municipales durante cuatro años y la crisis regional del Partido Popular que le privó del apoyo que le brindó el gobierno de Sergio Marqués. 
Durante su mandato, logró la rehabilitación del estadio Román Suárez Puerta, la reurbanización de los barrios de La Carriona y Versalles o la construcción de un centro comercial en El Vallín, además de iniciarse las obras de urbanización del Parque Empresarial Principado de Asturias, entre otros logros. 
El deterioro de su grupo municipal, la crisis regional y la pérdida del mercado semanal de ganados provocaron que perdiese las elecciones municipales de 1999. Después de cuatro años en la oposición, abandonó la política activa.